# Claës Wallbrand
Claes Lennart Wallbrand, född 30 mars 1927 i Stångby församling i dåvarande Malmöhus län, död 25 maj 2008 i Slottsstadens församling i Malmö, var en svensk reklamtecknare, målare och tecknare. Han signerade sin konst och är känd under namnet Claës Wallbrand.
Han var son till inspektorn Gottfrid Nilsson och Svenborg Winkvist. Wallbrand var autodidakt som konstnär och vid sidan av sitt arbete som reklamtecknare ägnade han sig åt måleri, teckning och litografiframställning. Han medverkade i Skånes konstförenings höstsalonger under 1950-talet. Hans konst anknyter till Malmö imaginisternas abstrakta fantasikonst med ett visst inslag av naivism. Wallbrand är representerad vid Malmö museum, Helsingborgs museum och Ystads konstmuseum.
Första gången var han gift 1946–1950 med Maja-Stina Nystedt (1927–2016), omgift med Åke Fridell och sedan med Ulf Henningsson. Andra gången var han gift från 1950 till sin död med Sonja Ridell (1925–2011)..